# Бенсон (Юта)
Бенсон (англ. Benson) — переписна місцевість (CDP) в США, в окрузі Кеш штату Юта. Населення — 1492 особи (2020).

## Географія
Бенсон розташований за координатами 41°45′10″ пн. ш. 111°55′33″ зх. д. / 41.75278° пн. ш. 111.92583° зх. д. (41.752857, -111.925852).  За даними Бюро перепису населення США в 2010 році переписна місцевість мала площу 86,54 км², з яких 78,74 км² — суходіл та 7,79 км² — водойми.

## Демографія
Згідно з переписом 2010 року, у переписній місцевості мешкало 1485 осіб у 431 домогосподарстві у складі 379 родин. Густота населення становила 17 осіб/км².  Було 455 помешкань (5/км²).
Расовий склад населення:
| - 95,4 % — білих - 0,5 % — корінних американців - 0,3 % — вихідців з тихоокеанських островів - 0,2 % — чорних або афроамериканців - 0,1 % — азіатів - 2,9 % — осіб інших рас |

До двох чи більше рас належало 0,7 %. Частка іспаномовних становила 5,7 % від усіх жителів.
За віковим діапазоном населення розподілялося таким чином: 34,4 % — особи молодші 18 років, 56,1 % — особи у віці 18—64 років, 9,5 % — особи у віці 65 років та старші. Медіана віку мешканця становила 28,3 року. На 100 осіб жіночої статі у переписній місцевості припадало 106,2 чоловіків;  на 100 жінок у віці від 18 років та старших — 110,4 чоловіків також старших 18 років.
Середній дохід на одне домашнє господарство  становив 56 224 долари США (медіана — 61 000), а середній дохід на одну сім'ю — 64 263 долари (медіана — 70 079). Медіана доходів становила 51 410 доларів для чоловіків та 42 656 доларів для жінок. За межею бідності перебувало 9,8 % осіб, у тому числі 0,0 % дітей у віці до 18 років та 31,8 % осіб у віці 65 років та старших.
Цивільне працевлаштоване населення становило 546 осіб. Основні галузі зайнятості: виробництво — 25,6 %, освіта, охорона здоров'я та соціальна допомога — 21,8 %, роздрібна торгівля — 16,8 %.